# Bataille de Makarska
Guerres vénéto-croates
La bataille de Makarska est une bataille navale qui s'est déroulée le 18 septembre 887 près de la ville de Makarska en Croatie et  qui a opposé la Principauté de Neretva (ou Paganie) à la République de Venise. Elle a vu la victoire de la flotte du duc Branimir de Croatie sur celle des Vénitiens sous les ordres de Pietro Ier Candiano.

## Contexte
La République de Venise voulait gouverner la côte orientale de l'Adriatique et ainsi gouverner complètement la mer Adriatique. Les attaques fréquentes du prince maritime croate Domagoj ont rendu impossible une navigation paisible et tranquille. Dans les années 880, la même chose leur est arrivée avec une nouvelle puissance navale croissante. C'était une petite principauté croate indépendante, la Principauté de Neretva, dont le noyau se trouvait dans le delta de la Neretva et sur les îles voisines. Ses actions de pirates causèrent des problèmes aux Vénitiens pendant des décennies et, dans les années 880, les excellents guerriers et marins croates devinrent insupportables. En raison de la violation de l'accord par les Narentins, mais aussi en raison de leurs intérêts territoriaux existants, les Vénitiens se sont préparés militairement et diplomatiquement à traiter avec cette principauté croate.
En janvier 880, le doge de Venise Urso I renouvelle l'alliance militaire avec la France qu'il avait conclue avec le roi Charles III, et elle est dirigée contre les Narentins croate.

## Déroulement de la bataille

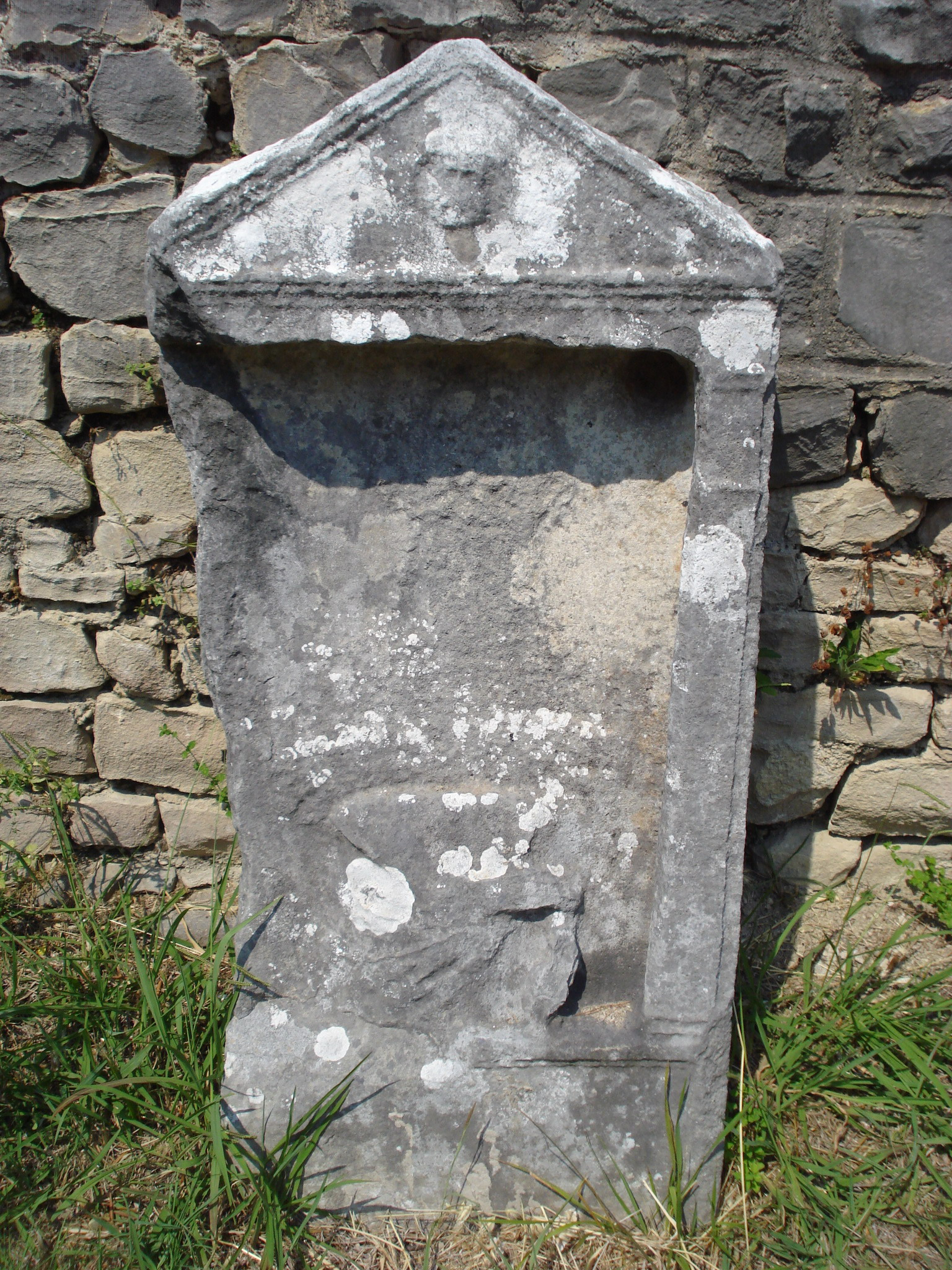
Pierre tombale près de l'église St. Jure à Tučepi, qui appartenait au doge de Venise Pietro Ier Candiano.

En 887, le doge de Venise nouvellement élu Pietro Ier Candiano se lance dans une expédition punitive contre les Narentins. Selon les archives du chroniqueur vénitien Jean le Diacre, l'effectif de la marine vénitienne était composé de douze navires. Il débarqua à Makro et les premiers affrontements des troupes vénitiennes furent couronnée de succès. Les Vénitiens détruisent cinq navires narentins, mais bientôt, le 18 septembre 887 , ils ripostent vigoureusement et vainquent les forces vénitiennes tant sur terre que sur mer. Le doge vénitien lui-même est tué dans la bataille et son corps n'est pas emporté par les Vénitiens, mais reste près de la Neretva. Le tribun vénitien Andrija a dû le voler pour l'enterrer dans l'église de la ville.

## Conséquences
À partir de ce moment et jusqu'à la fin du Xe siècle, Croates et Vénitiens vivent en paix, et ceux-ci sont obligés de payer un tribut annuel au souverain croate afin de pouvoir naviguer librement dans l'Adriatique orientale. C'est l'une des batailles qui ont déterminé le cours de l'histoire sur la côte orientale de l'Adriatique.